# Zeche Gottessegen (Witten)
Die Zeche Gottessegen in Durchholz ist ein ehemaliges Steinkohlenbergwerk. Die Zeche war auch unter den Namen Zeche Gottes Segen, Zeche Gottes Seegen und Zeche Gottessegen Gerichts Herbede bekannt. Die Zeche befand sich westlich der heutigen Durchholzer Straße und südlich der Siedlung Am Pattberg. Über die Wittener Zeche Gottessegen ist nur recht wenig bekannt.

## Bergwerksgeschichte
Am 29. August des Jahres 1758 wurde Mutung auf ein altes Bergwerk im Röllenbecker Siepen eingelegt. Am 3. Juni des Jahres 1760 wurden zwei Längenfelder verliehen, nachfolgend ging das Bergwerk in Betrieb. Im Jahr 1774 wurde das Grubenfeld vermessen, die Zeche war weiterhin in Betrieb. Im Jahr 1787 wurde die Zeche in die „Carte Speciale des mines du District de Wetter“ von Niemeyer eingetragen. Im Jahr 1824 war die Zeche zunächst noch eigenständig in Betrieb, am 8. Juli desselben Jahres kam es zur Konsolidation mit der Zeche Harmonie.

## Was geblieben ist
In Durchholz gibt es heute noch einige Pingen, die vermutlich von der Zeche Gottessegen stammen. Die Pingen befinden sich an einem Waldweg westlich der Durchholzer Straße und nördlich des Scheidewegs. 